# Waldemar Janiec
Waldemar Janiec (ur. 20 kwietnia 1935 w Ratnie, zm. 26 lipca 2019) – polski farmaceuta, prof. dr hab. n. med.

## Życiorys
Był absolwentem IV Liceum Ogólnokształcącego im. Henryka Sienkiewicza w Częstochowie. W 1961 ukończył studia lekarskie w Sląskiej Akademii Medycznej w Katowicach. Już od 1959 pracował w macierzystej uczelni, początkowo jako asystent techniczny, od 1961 jako asystent. W 1964 uzyskał I stopień specjalizacji z chorób wewnętrznych. W tym samym roku obronił pracę doktorską Zmiany hematologiczne krwi obwodowej i szpiku kostnego szczurów w czasie stosowania różnych bogatotłuszczowych diet używanych do wywołania miażdżycy doświadczalnej napisaną pod kierunkiem Tadeusza Chruściela. W 1968 został zatrudniony jako adiunkt. W 1973 otrzymał stopień doktora habilitowanego na podstawie pracy Badania nad rolą adenylocyklazy i cyklicznego 3’, 5’-adenozynomonofosforanu w metabolizmie lipidów i czynności układu krążenia u szczurów karmionych różnymi dietami bogatotłuszczowymi i został zatrudniony jako docent.
W latach 1972–1980 był prodziekanem Wydziału Farmaceutycznego. Od 1973 był p.o dyrektora, od 1975 dyrektorem Instytutu Farmakodynamiki i Analityki Medycznej, następnie Instytutu Leku, od 1984 kierownikiem Katedry i Zakładu Farmakologii na Wydziale Farmaceutycznym ŚAM. W latach 1982–1989 prorektorem ŚAM ds. rozwoju uczelni. W 1984 otrzymał tytuł profesora nauk medycznych. W 2005 przeszedł na emeryturę, w 2016 otrzymał tytuł profesora honorowego Śląskiego Uniwersytetu Medycznego.
Piastował stanowisko wiceprezesa Polskiego Towarzystwa Farmaceutycznego, był członkiem Komitetu Narodowego do spraw Współpracy z Międzynarodową Unią Farmakologii (IUPHAR), a także Komitetu Terapii i Nauk o Leku VI Wydziału Nauk Medycznych Polskiej Akademii Nauk, International Bone and Mineral Society, Polskiego Towarzystwa Lekarskiego, Polskiego Towarzystwa Osteoartrologii, Polskiego Towarzystwa Farmakologicznego i Polskiego Towarzystwa Fizjologicznego.

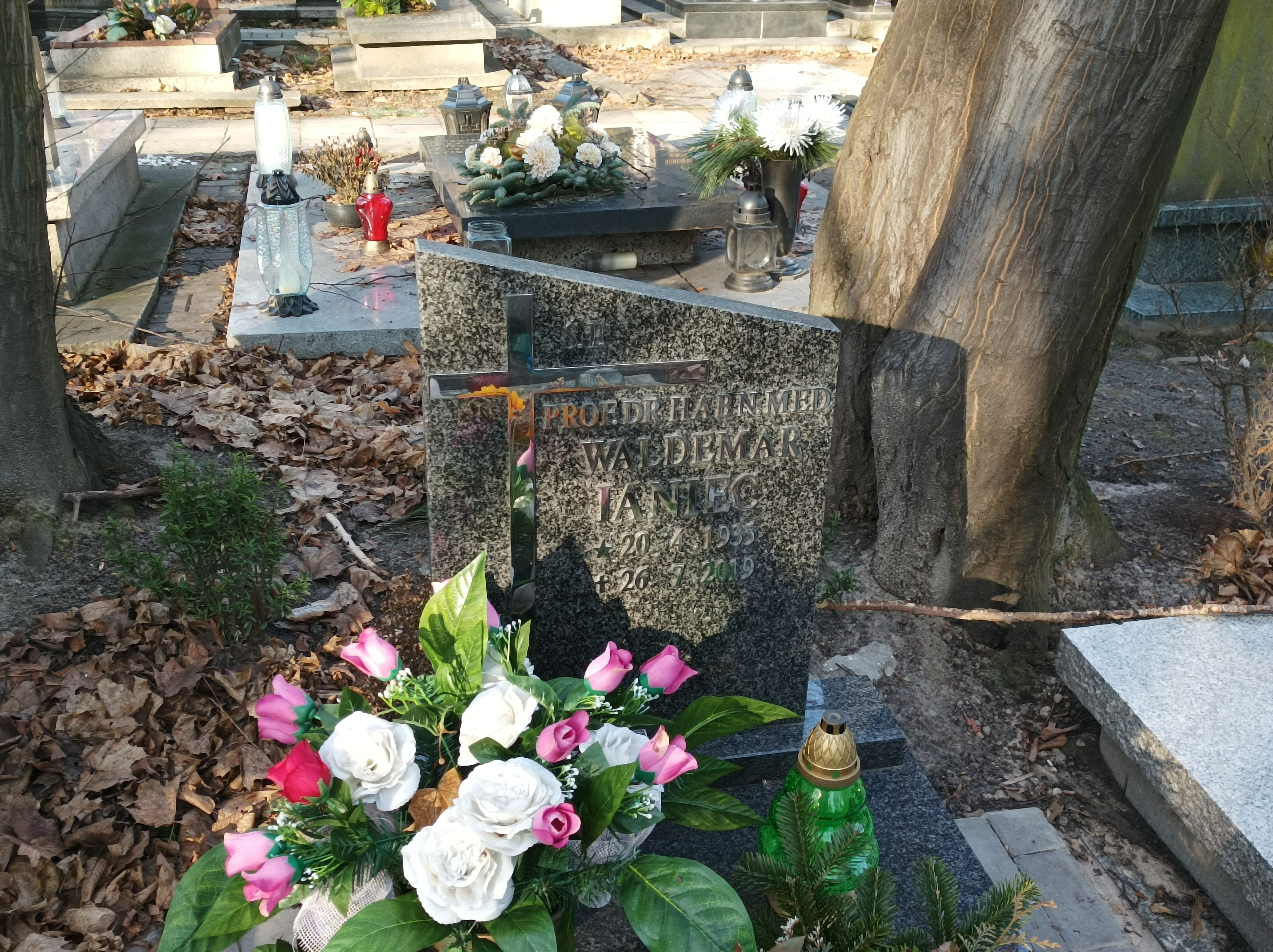
Grób prof. Waldemara Jańca na cmentarzu przy ul. Francuskiej w Katowicach

Zmarł 26 lipca 2019.

## Odznaczenia
- 2010: Medal im. Aptekarza Edmunda Baranowskiego[4]
- 2007: Laur Śląskiej Izby Aptekarskiej[4]
- Order Honorowy „Laur 50-lecia ŚAM”[4]
- Medal Komisji Edukacji Narodowej[4]
- Krzyż Oficerski Orderu Odrodzenia Polski (2001)[5]
- Krzyż Kawalerski Orderu Odrodzenia Polski[4]
- Laureat Nagrody Ministra Zdrowia i Opieki Społecznej za działalność w Komisji Leków[3]